# محمود أسلان
محمود أسلان (1902 - بعد عام 1971) كان مشاركًا نشطًا في الحياة الأدبية خلال فترة الحماية الفرنسية في تونس. أنتج العديد من الروايات والقصص القصيرة والمسرحيات. كما كان مؤسس مجلة " Tunis littéraire et artistique " والصحيفة الأسبوعية " Le Petit Tunisien " التي خصصت للمسلمين الفرنسيين.

## سيرة شخصية
ولد أسلان في 14 مايو 1902 في تونس العاصمة، تونس لعائلة من التجار الذين كانوا من الأتراك الأصليين. أمضى طفولته في سوق العرب، المعروفة الآن باسم جندوبة، ودرس في مدرسة ابتدائية عربية فرنسية. بحلول عام 1917 درس دراسته الثانوية في معهد كارنوت بتونس. ذهب أسلان إلى باريس عام 1923، حيث عمل موظفًا في التجارة، ثم عاد إلى تونس. وسرعان ما عاد إلى باريس في عام 1925 و 1926 وتزوج من باريسية. في عام 1927، استقر في تونس وانضم إلى وزارة العدل حيث عمل لمدة ثلاثين عامًا. خلال هذه الفترة، كرس نفسه للصحافة والأدب. تم نشر العديد من كتبه خلال مسيرته الإدارية بالإضافة إلى صحيفتين شهريتين من إخراجه: Tunis littéraire et artistique ("تونس الأدبية والفنية") و Le Petit Tunisien ("التونسي الصغير"). كما كتب في صحيفة لابراس وساهم في صحيفة العمل حتى نهاية عام 1972.